# Mitsuokella
Mitsuokella è un genere di batterio appartenente alla famiglia delle Acidaminococcaceae.